# Халмахера
Халмахера (индон. Halmahera) је индонезијско острво површине 17.780 km² у провинцији Малуку Утара. Највеће је острво у групи Молучких острва.
На острву живи 180.000 људи, што даје густину становништва од свега 10 становника по километру квадратном. Стога на острву не постоје већа насеља. Становништво се бави узгајањем пиринча, кафе, какаоа и шећерне трске. На Халмахери постоји и експлоатација злата.